# Gilles Andruet
Gilles Andruet (ur. 30 marca 1958 w Paryżu, zm. 22 sierpnia 1995 w Wersalu) – francuski szachista, mistrz międzynarodowy od 1982 roku.

## Życiorys
Był synem Jeana-Claude’a Andrueta – kierowcy rajdowego (mistrza Europy z 1970). W latach 80. XX wieku należał do czołówki francuskich szachistów, trzykrotnie (1982, 1984, 1988) reprezentując swój kraj na szachowych olimpiadach (najlepszy wynik: Saloniki 1984, VII m.), jak również w drużynowych mistrzostwach Europy (Hajfa 1989, X m.). Wielokrotnie startował w finałach indywidualnych mistrzostw Francji, zdobywając pięć medali: dwa złote (1988), srebrny (1987) oraz trzy brązowe (1984, 1985, 1986).
Odniósł kilka międzynarodowych sukcesów, m.in. zajmując I m. w Eksjo (1982, turniej B), I m. w Wuppertalu (1986, turniej B) oraz dzieląc IV m. w Amsterdamie (1988, turniej OHRA-B, za Borisem Gulko, Borisem Gelfandem i Erikiem Lobronem, wspólnie z Anthony Milesem, Konstantinem Lernerem i Edmarem Mednisem). Od 1989 r. (współpracując w tym czasie z Krzysztofem Pytlem) był trenerem francuskich szachistek, które m.in. w 1992 r. zajęły VI m. w drużynowych mistrzostwach Europy w Debreczynie.
Na początku lat 90. zaczął pasjonować się hazardem, m.in. grą w blackjacka, osiągając (dzięki swoim matematycznym predyspozycjom i dobrej pamięci) wymierne finansowe korzyści. Skłonności te, z powodu ich powiązań ze światem przestępczym, były jednak obiektem krytyki bliskich. Gra w kasynach stała się jego obsesją, w wyniku której wpadał w coraz większe długi (część z nich spłacił jego ojciec). 22 sierpnia 1995 r. nad brzegiem rzeki l'Yvette (niedaleko Wersalu) znaleziono jego zmasakrowane ciało. W 2003 r. zakończył się proces skazujący jego morderców, w marcu 2006 r. wyrok ten został anulowany przez sąd apelacyjny w Val-de-Marne.